# Roncus satoi
Roncus satoi är en spindeldjursart som beskrevs av Bozidar P.M. Curcic och Dimitrijevic 1994. Roncus satoi ingår i släktet Roncus och familjen helplåtklokrypare. Inga underarter finns listade i Catalogue of Life.